# 정윤회
정윤회(鄭潤會, 1955년 11월 30일~)는 박근혜의 비서로 활동한 인물로, 정윤회 문건 유출 사건으로 주목을 받았다.

## 생애
정윤회는 오랫동안 박근혜의 측근으로 활동해 있으며, 2014년 말 정윤회 문건 유출 사건이 터지기 전에는 그 행적이 자세히 알려져 있지 않았다.
정윤회 게이트 이후에 나온 언론 보도를 종합하면 정윤회는 강원도 정선군 임계면에서 태어났고, 서울 종로구 구기동에서 자랐다.
서울고등학교 출신으로 알려져 있었으나, 실제로는 1974년 서울 보인상업고등학교를 졸업(30회)한 것으로 보인다. 연세대 또는 성균관대를 나왔다는 소문이 있었으나 실제로는 1993년 3월 경희대학교 경영대학원에서 관광경영학 석사를 받았다고 한다.
1981년부터 대한항공 보안승무원으로 십수년간 직장 생활을 했다는 보도도 있다.
1984년에 아들 정우식이 태어났고 정우식은 현재 배우로 활동중이다. 석사를 마친 이후인 1995년에는 최태민의 5녀 최순실(1956년생)과 결혼하였다. 1996년 딸 정유연(정유라로 개명)이 태어났다.(이후 2014년에 이혼) 박근혜의 측근 최태민의 사위 경력 때문인지 1998년부터는 국회의원이 된 박근혜의 보좌진이 됐다. 당시 박근혜의 보좌진이자 훗날 문고리 권력 4인방으로 불리는 인물들(이재만, 정호성, 안봉근, 고 이춘상)을 천거한 것 역시 정윤회인 것으로 알려져 있다. 2002년 박근혜 의원이 한국미래연합을 창당한 후에는 총재 비서실장을 역임했고, 박근혜가 한나라당에 복당한 이후인 2004년 6월~2006년 6월 기간 동안에는 박근혜의 입법보좌관을 지냈다.
말과도 인연이 깊다. 2004년부터 2012년까지 강원도 평창에 10필지 땅을 구입해 말 목장 사업을 추진했다. 또한 최순실 사이에서 낳은 딸인 정유라(본명 정유연)는 승마 국가대표 선수로 2014년 아시안 게임 마장마술 단체전에서 금메달을 땄다. 정윤회 게이트 이후 정윤회가 승마협회 인사에 개입한 것 아니냐는 보도도 있었다.
2013년 2월 (주)얀슨 대표이사로 취임하는 등 2007년 이후에는 언론의 관심에서 멀어져 있었다. 그러나 2014년 3월 시사저널이 '정윤회의 사주를 받은 남성'이 박지만을 미행했다는 주장을 보도하였고, 2014년 4월 세월호 참사 이후 다시 언론의 주목을 받았다. 조선일보는 칼럼을 통해 세월호 참사 당일 박근혜 대통령의 행적이 7시간가량 알려지지 않은 것과 정윤회의 존재를 연결지었다. 일본의 언론 산케이 신문의 서울 지국장도 비슷한 취지의 보도를 냈다가 명예훼손 혐의로 검찰에 기소됐다.
2014년 11월에는 정윤회 문건 유출 사건 관련 파문으로 또 한번 논란의 중심에 섰다. 세계일보는 11월 28일 청와대 공직기강비서관실에서 작성한 문건을 단독보도했다. 이 문건에 따르면, 정윤회는 여전히 박근혜의 비선 실세로 김기춘 비서실장 사퇴설을 유포하고, 본인이 박근혜에 천거한 문고리 권력 3인방 등 소위 청와대 내 '십상시'와 수시로 만난 것으로 나타났다. 이에 정윤회는 중앙일보 등 여러 언론의 인터뷰에 등장해 비선실세 의혹, 세월호 참사 관련 의혹 등은 모두 사실이 아니라는 입장을 밝혔다.
산케이 신문 전 한국 서울지국장 가토 다쓰야에 의해 세월호 참사 당일 박근혜 대통령과의 남녀애정행각 의혹이 제기되었으나 혐의가 없는 것으로 드러났다.